# Давтян, Торос Казарович
Торо́с Каза́рович Давтя́н (арм. Թորոս Ղազարի Դավթյան; 1918, село Арени Первой Республики Армения — дата и место смерти не установлены) — армянский советский табаковод, передовик сельскохозяйственного производства. Герой Социалистического Труда (1952).

## Биография
Торос Казарович Давтян родился в 1918 году в селе Арени Первой Республики Армения (ныне в Вайоцдзорской области Республики Армения). С тринадцатилетнего возраста Торос Давтян работал в местном колхозе.
В 1941 году, с началом Великой Отечественной войны Торос Давтян был призван в ряды Рабоче-крестьянской Красной армии. Служил в составе 390-го Севастопольского стрелкового полка 89-й Таманской Краснознамённой стрелковой дивизии: был заряжающим взвода 45-ти миллиметровых пушек 1-го стрелкового батальона. В течение войны Давтян был ранен четыре раза. За доблесть в бою 11 мая 1944 года на Севастопольском направлении был награждён медалью «За отвагу».
После демобилизации в 1945 году Торос Давтян вернулся в родное село Арени Азизбековского района Армянской ССР и устроился на работу в местный колхоз имени Калинина. С 1946 года Давтян трудился в табаководческой бригаде колхоза в качестве скирдовальщика. За получение высоких урожаев Давтян трижды был награждён орденом Трудового Красного Знамени. Проявив себя с лучшей стороны, в 1950 году он был назначен бригадиром табаководческой бригады колхоза. В результате эффективной организации парникового хозяйства, своевременного использования удобрений для плантаций табака и разрыхления почвы, бригаде Давтяна удалось к 1951 году получить рекордный урожай табака сорта «Самсун»: на поливных землях общей площадью 28 гектаров с каждого гектара было собрано 24 центнера урожая.
Указом Президиума Верховного Совета СССР от 5 августа 1952 года за получение высоких урожаев табака и достижение высоких показателей на уборке и обмолоте зерновых культур и семян трав в 1951 году при выполнении колхозами обязательных поставок и контрактации сельскохозяйственной продукции, натуроплаты за работу МТС и обеспеченности семенами всех культур для весеннего сева 1952 года Торосу Казаровичу Давтяну было присвоено звание Героя Социалистического Труда с вручением ордена Ленина и золотой медали «Серп и Молот».
В последующие годы Торос Давтян также получал высокие урожаи табака. Он участвовал в Всесоюзной сельскохозяйственной выставке и был награждён серебряной и бронзовой медалями, а также почётной грамотой ВСХВ. В начале 1960 года Давтян был назначен заведующим фермы по корововодству колхоза имени Калинина села Арени Ехегнадзорского района Армянской ССР.

## Награды
- Герой Социалистического Труда (Указ Президиума Верховного Совета СССР от 5 августа 1952 года, орден Ленина и медаль «Серп и Молот») — за получение высоких урожаев табака и достижение высоких показателей на уборке и обмолоте зерновых культур и семян трав в 1951 году при выполнении колхозами обязательных поставок и контрактации сельскохозяйственной продукции, натуроплаты за работу МТС и обеспеченности семенами всех культур для весеннего сева 1952 года[5].
- Орден Отечественной войны 1 степени (6.04.1985)[7].
- Три ордена Трудового Красного Знамени (16.04.1948, 17.08.1950, 3.07.1951)[5][8].
- Медаль «За отвагу» (21.06.1944)[3].
- Медаль «За победу над Германией в Великой Отечественной войне»[8].
- Серебряная медаль ВСХВ[4].
- Бронзовая медаль ВСХВ[4].

## Комментарии
1. ↑  В приказе о вручении медали «За отвагу» указана фамилия Давидян.